# Camporrobles (kommun)
Camporrobles är en kommun i Spanien.   Den ligger i provinsen Província de València och regionen Valencia, i den centrala delen av landet, 220 km öster om huvudstaden Madrid. Antalet invånare är 1 402.